# Nereis phyllophorus
Nereis phyllophorus är en ringmaskart som beskrevs av Ross 1819. Nereis phyllophorus ingår i släktet Nereis och familjen Nereididae. Inga underarter finns listade i Catalogue of Life.